# Maxim Alexandrowitsch Ossipenko
Maxim Alexandrowitsch Ossipenko (russisch Максим Александрович Осипенко; * 16. Mai 1994 in Omsk) ist ein russischer Fußballspieler.

## Karriere

### Verein
Ossipenko begann seine Karriere bei Irtysch Omsk. Zur Saison 2013/14 rückte er in den Kader der ersten Mannschaft des Drittligisten. Für Irtysch kam er in zweieinhalb Spielzeiten in der Perwenstwo PFL zu 50 Einsätzen, in denen er sieben Tore erzielte. Im Februar 2016 wechselte er zum Zweitligisten FK Fakel Woronesch. Sein Debüt in der Perwenstwo FNL gab er im März 2016 gegen den FK Tjumen. In jenem Spiel, das Woronesch mit 3:0 gewann, erzielte er zudem prompt sein erstes Zweitligator. In insgesamt dreieinhalb Zweitligaspielzeiten in Woronesch absolvierte er 102 Spiele in der Perwenstwo FNL und erzielte dabei neun Tore.
Zur Saison 2019/20 wechselte Ossipenko zum Erstligisten FK Tambow. Im Juli 2019 debütierte er gegen Zenit St. Petersburg in der Premjer-Liga. Für Tambow kam er bis zur Winterpause zu 17 Erstligaeinsätzen, ehe er im Januar 2020 innerhalb der Liga zum FK Rostow wechselte. In Rostow machte er bis Saisonende neun Spiele in der Premjer-Liga.

### Nationalmannschaft
Ossipenko debütierte im September 2021 im russischen A-Nationalteam, als er in der WM-Qualifikation gegen Malta in der Startelf stand.